# ユーグ8世・ド・リュジニャン
ユーグ8世・ド・リュジニャン（Hugues VIII de Lusignan, 1100年ごろ - 1171年以降）は、リュジニャン領主、クエ領主およびシャトー＝ラルシェ領主（在位：1151年 - 1165/71年）。十字軍に参加し、ハリムの戦いで捕らえられ、捕虜のまま死去した。

## 生涯
ユーグ8世は、ユーグ7世とサラシーヌ・ド・ルゼの長男としてポワトゥーで生まれた。タイユブール領主ジョフロワ・ド・ランソンとその妻フォスフィー（ファルシフィー）・ド・モンコントゥールの娘フォントネー女領主ブルゴーニュ・ド・ランソンと結婚し、ユーグもフォントネー領主となったが、ブルゴーニュは1169年4月11日に亡くなった。ユーグはジュアレンヌの領地を放棄し、特許状でヌアイユ修道院の領地とした。
1163年、ユーグ8世は十字軍に参加するため聖地へ向かったが、ハリムの戦いに参加しそこで捕虜となった。ユーグ8世は捕囚の身で死去した。

## 子女
ユーグ8世とブルゴーニュの間に以下の子女が生まれた。
- ユーグ（1141年頃 - 1169年） - 1164年からリュジニャンの共同統治者[2]。1162年にオレンガルド（1169年没）と結婚し、2男をもうけた。
  - ユーグ9世（1163/8年 - 1219年） - ラ・マルシュ伯[2]
  - ラウル1世（1160/5年 - 1219年） - ウー伯[2]
- ロベール（1150年頃没） - 早世
- ジョフロワ（1150年以前 - 1216年5月）[2] - 結婚によりモンコントゥール、スービーズ、ヴーヴァンおよびメルヴァンの領主、ヤッファおよびアスカロン伯（1191年7月28日 - 1193年）
- ピエール（1155年以前 - 1174年12月以降）
- エメリー（1145年 - 1205年） - キプロス王、エルサレム王[2]
- ギー（1159年 - 1194年） - エルサレム王、キプロス王[2]
- ギヨーム（1163年以降 - 1208年以前） - 1186年にエデッサ伯ジョスラン3世の娘ベアトリクス・ド・クルトネーと婚約したが、結婚は行われなかった。